# Suspicion (film, 2000)
Pour les articles homonymes, voir Suspicion et Under Suspicion.
Pour plus de détails, voir Fiche technique et Distribution.
Suspicion (Under Suspicion) est un film franco-américain réalisé par Stephen Hopkins et sorti en 2000. Il s'agit d'un remake du film français Garde à vue de Claude Miller sorti en 1981, lui- même adapté du roman Brainwash de John Wainwright.
Le film est présenté hors compétition au festival de Cannes 2000.

## Synopsis
San Juan, Porto Rico. Le festival d'hiver bat son plein dans l'île. Le capitaine Victor Benezet interrompt la soirée du milliardaire Hearst pour l'interroger au sujet d'une grave affaire : on vient de découvrir le corps d'une fillette violée et assassinée, la deuxième en un mois. Hearst, un notable réputé, est une personnalité de l'île. Benezet est un fonctionnaire consciencieux : la visite de routine au commissariat se transforme en interrogatoire serré. Hearst se contredit, cache des choses et est accusé du viol et du meurtre d'une fillette. Il finit par avouer que Chantal, sa belle et jeune épouse, lui refuse son lit sous le prétexte qu'il aurait eu des gestes déplacés avec leur nièce et qu'il fréquente des prostituées. Chantal et le policier sont persuadés qu'il est coupable.

## Fiche technique
Sauf indication contraire, les informations mentionnées dans cette section peuvent être confirmées par la base de données cinématographiques IMDb,  présente dans la section « Liens externes ».
- Titre français : Suspicion
- Titre original : Under Suspicion
- Réalisation : Stephen Hopkins
- Scénario : Tom Provost et W. Peter Iliff, d'après le roman Brainwash de John Wainwright et le scénario de Garde de vue de Claude Miller, Jean Herman et Michel Audiard
- Musique : BT
- Photographie : Peter Levy
- Montage : John Smith
- Décors : Cecilia Montiel
- Costumes : Francine Jamison-Tanchuck
- Production : Anne Marie Gillen, Stephen Hopkins, Lori McCreary, Ross Grayson Bell, Morgan Freeman, Gene Hackman et Maurice Leblond
- Sociétés de production : Revelations Entertainment et  TF1 International
- Distribution : Cinédia Films (France), Revelati NS Entertainment (États-Unis)
- Budget : 25 millions de dollars (18,97 millions d'euros)
- Pays de production :  France,  États-Unis
- Langues originales : anglais, espagnol, italien
- Format : couleurs - 1,85:1 - DTS / Dolby Digital / SDDS - 35 mm
- Genre : thriller, policier, drame
- Durée : 110 minutes
- Dates de sortie : 
  - France : 11 mai 2000 (avant-première au festival de Cannes)
  - États-Unis : 22 septembre 2000
  - France : 15 novembre 2000

## Distribution
- Gene Hackman (VF : Jacques Richard) : Henry Hearst
- Morgan Freeman (VF : Med Hondo) : le capitaine Victor Benezet
- Monica Bellucci (VF : elle-même) : Chantal Hearst
- Thomas Jane (VF : Philippe Vincent) : l'inspecteur Felix Owens
- Nydia Caro (en) : Isabella
- Miguel Ángel Suárez (en) : le surveillant
- Pablo Cunqueiro : l'inspecteur Castillo
- Isabel Algaze : Camille Rodriguez
- Jackeline Duprey : Maria Rodriguez
- Luis Caballero (en) : Paco Rodriguez
- Patricia Beato : Darlita
- Sahyly Yamile : Reina
- Hector Travieso : Peter
- Marisol Calero : le sergent Arias
- Vanessa Shenk : Sue Ellen Huddy

## Production
Le tournage a lieu à Porto Rico, notamment à San Juan.

## Bande originale
- Peyote Dreams, composé par George Acogny
- Cuando El Amor Se Va, interprété par Nydia Caro
- La Diez, interprété par Café Tacuba
- Silent Night, interprété par Darryl Phinnessee
- No Quiero Llorar, interprété par Millie Corretjer
- Noche Plena, interprété par Ángel 'Cucco' Peña (en) et Tato Rossi
- Baila Mi Bomba, interprété par Modesto Cepeda et Maximo Torres
- Enamorado De Puerto Rico, interprété par Plenealo
- Requiem, interprété par l'Orchestre philharmonique slovaque
- Sola Voy, interprété par Olga Tañón
- Amelia, interprété par Carlos Ponce
- Jingle Bells, interprété par Darryl Phinnessee
- Party Man, interprété par Rafi Escudero, Kenneth William et Miguel M. Zayas

## Accueil
Le film reçoit des critiques mitigées. Sur l'agrégateur américain Rotten Tomatoes, il récolte 49% d'opinions favorables pour 45 critiques et une note moyenne de 5,3⁄10. Le consensus suivant résume les critiques compilées par le site : « Bien que Hackman et Freeman réalisent de solides performances, Suspicion évolue à un rythme soutenu et a une fin décevante ». Sur Metacritic, il obtient une note moyenne de 43⁄100 pour 14 critiques. En France, le film obtient une note moyenne de 2,8⁄5 sur le site AlloCiné, qui recense 15 titres de presse.
Outre ces critiques globalement négatives, le film est un échec au box-office. Il ne récolte que 260 562 $ sur le sol américain. En France, il n'attire que 307 578 spectateurs en salles. Il ne totalise que 1 308 242 $ dans le monde.

## Distinctions
- Nomination au prix Edgar-Allan-Poe du meilleur film en 2001.